# Załęże-Parcela
Załęże-Parcela (dawn. Załęże Duże Nowe) – obecnie część wsi Załęże Duże (SIMC 0631730) w Polsce, w województwie mazowieckim, w powiecie grójeckim, w gminie Pniewy. Leży w zachodniej części wsi, w kierunku na  Kornelówkę.
Dawniej samodzielna miejscowość. W latach 1867–1954 w gminie Konie. 20 października 1933 w woj. warszawskim utworzono gromadę Załęże Duże Nowe granicach gminy Konie, składającą się z parceli Załęże Duże, parceli Załęże Duże Mieszkalne i folwarku Załęże Duże.
Podczas II wojny światowej w Generalnym Gubernatorstwie, w dystrykcie warszawskim. W 1943 gromada Załęże parc. liczyła 84 mieszkańców.
W związku z reorganizacją administracji wiejskiej jesienią 1954 gromada Załęże Parcela weszła w skład nowej gromady Pniewy.
W latach 1975–1998 miejscowość administracyjnie należała do województwa radomskiego.